# Toxomerus basalis
Toxomerus basalis är en tvåvingeart som först beskrevs av Walker 1836.  Toxomerus basalis ingår i släktet Toxomerus och familjen blomflugor. Inga underarter finns listade i Catalogue of Life.